# Анна Ростиславна
Анна (Елизавета) Ростиславна (род. между 1243 и 1246 — ум. между 1296 и 1298) — царица Болгарии, жена царей Михаила I Асеня и Коломана II Асеня, дочь русского князя из рода Рюриковичей Ростислава Михайловича и Анны, дочери венгерского короля Белы IV.

## Биография
В 1255 году, в ознаменование мирного договора между Венгрией и Болгарией Бела IV выдал свою внучку, дочь Ростислава, за болгарского царя Михаила I Асеня (ок. 1238—1256). Болгария, кроме того, надеялась на помощь Венгрии в борьбе с Никейской империей.
В Болгарии юная Анна оставалась в тени своей могущественной свекрови — матери царя Михаила Ирины Комниной. Известно, что в 1256 году Анна и её муж стали ктиторами церкви Святого Архангела Михаила в Кастории, где сохранились их изображения. Женский портрет первоначально считался изображением Ирины Комнины, но обнаруженная надпись доказала, что на нём изображена именно Анна.
Отец Анны Ростислав Михайлович с согласия зятя возглавил делегацию послов, отправившихся в Регину для заключения мира между Болгарией и Никейской империей. Византийский государственный деятель и историк Георгий Акрополит, который занимался мирными переговорами со стороны никейцев, сообщает, что они подкупили Ростислава, и результате он без согласования с царём заключил договор, согласно которому болгары возвращали никейцам все захваченные территории без компенсации, Никея получила большую часть болгарских земель во Фракии и Македонии.
Михаил Асень отказался признать это соглашение, что привело к его конфронтации со знатью и складыванию заговора. В 1256 году юный царь был смертельно ранен во время охоты своим двоюродным братом Коломаном (ум. ок. 1257), который сам возглавил Болгарию и взял замуж вдову убитого, Анну, чтобы придать своему воцарению видимость наследственности.
В 1256 году Ростислав под предлогом защиты своей дочери пришёл с войском к Тырнову. Коломан II Асень бежал из города и вскоре был убит при невыясненных обстоятельствах.
Бояре выдали Ростиславу его дочь, но город он взять не смог, отступил и обосновался в Видине, принял титул царь Болгарии, и венгры признали его царём Болгарии. Ростислав стал даже чеканить монеты со своим изображением. Он пытался утвердиться в стране, но не был принят знатью Болгарии и не смог взять под свой контроль столицу.
Одновременно царями Болгарии провозгласили себя ещё двое претендентов. Державшие Тырново бояре выдвигают в цари одного из них — Константина Тиха из Скопье, а на юго-востоке страны царём был провозглашён муж сестры Михаила Асеня Мицо.
В 1257 году Ростислав, с большей частью его войска, двинулся в Богемию помочь своему тестю против короля Пржемысла Отакара II. Так Видинская область (будущее Видинское царство), вплоть до Браничева (которое принадлежало Ростиславу), легко была взята новым царём Болгарии Константином Тихом в 1261 году.
Отец увёз Анну обратно в Венгрию, вероятно, после того, как выступил в Богемию.
В мае 1260 года она вышла замуж за Моиша II Дарои (1210—1280/1281), палатина Венгрии в 1270—1272 годах. От болгарских царей у неё детей не было, а в браке с Моишом родилась дочь Эржебет Дарои, которая стала женой Миклоша Меддьеши, воеводы Трансильвании, и одним из предков в 7-м колене короля Польши Стефана Батория.